# Datotečni nastavak
Datotečni nastavak, produžetak, sufiks, ekstenzija, drugi dio imena datoteke. Prvi dio je naziv datoteke ili ime datoteke, a od datotečnog nastavka odvojen je točkom. Nastavak (produžetak) pokazuje vrstu datoteke odnosno datotečni format. Iz njega se dade vidjeti kojim je računalnim programom odnosno aplikacijom nastala datoteka i upućuje operacijski sustav i korisnika kojim se programom može otvoriti tu datoteku. Obično je u operacijskim sustavima izvedeno da ako postoji instalirani program za pregled i/ili uređivanje te vrste datoteke, onda se kod naziva datoteke nalazi ikona ili piktogram svojstvena tom programu.